# Nice & Smooth
Nice & Smooth – amerykański duet raperów, w który skład wchodzą Greg „Nice” Mays, Daryl „Smooth B” Barnes oraz DJ Teddy Tedd (niebędący jednak odpowiedzialnym za wokal), pochodzący z Nowego Jorku oraz wykonujący muzykę z podgatunku hip-hopu ze wschodniego wybrzeża.
Do najbardziej znanych utworów muzycznych zespołu można zaliczyć między innymi „Old To The New”, które zdobyło rozgłos wśród uczestników tanecznego filaru kultury hip-hopowej.

## Dyskografia

### Albumy studyjne
- Nice and Smooth (1989)
- Ain't a Damn Thing Changed (1991)
- Jewel of the Nile (1994)
- IV : Blazing Hot (1997)

### Single
- Dope on a Rope (1987)
- More & More Hits (1989)
- Funky for You (1990)
- Cake & Eat It Too (1991)
- Hip Hop Junkies (1991)
- How to Flow (1991)
- Sometimes I Rhyme Slow (1992)
- Old to the New (1994)
- Return of the Hip Hop Freaks (1994)
- Blazin Hot (1997)
- Let It Go (1997)